# 黒岩四方之進
黒岩 四方之進（くろいわ よものしん）は、日本の畜産家である。土佐藩出身で、札幌農学校を卒業した士族である。小説家の黒岩涙香は弟で、日本基督教会牧師青山準二郎の妹が配偶者である。
開成学校を経て、札幌農学校第一期生としてクラーク博士に学び、札幌丘珠事件の加害熊の解剖にも携わる。のちに新冠御料牧場牧場長を務める。退官後は日高地方で農場を経営し、晩年に北海道畜産功労者として表彰された。
内村鑑三とは友人であった。内村の著書「余はいかにしてキリスト信徒となりしか」に記された「パタゴニア人のK」は、黒岩を指していると言われる。